# Coryli Sámuel
Coryli Sámuel (Nitschmann Sámuel) (17. század – 18. század) bölcselettudor, evangélikus lelkész és koszorúzott császári költő.

## Élete
Jeszeni, turóc megyei származású; 1692-ig Heinzel házánál Besztercebányán nevelősködött; ekkor a jénai egyetemre ment, hol több évig tartózkodott. A schwarzburgi herceg informátora volt és 1707-ben jecheni (Sondershausen mellett) evangélikus lelkész lett.

## Munkái
- Delineatio Florentissimae inter Montanas Hungariae Civitatis Neosoliensis… Leutschoviae, 1692. (Versek.)
- Disputatio historico exegetica de Regina ex Austro, oder Nachricht von der Königin aus Arabien, deren Reich, Herkommen, Verrichtung zu Jerusalem, und was daraus erfolget. Jenae. 1693. 1714. és 1739.
- Nucleus librorum symbolicorum evang.-lutheranorum… Jenae, 1696.
- Colossus anagrammaticus, quem ex immortalibus nominibus doctorum virorum in jenensi academia docentium erigere voluit. Jenae, 1696.
- Dissertatio theologica de impossibilitate reditus in gratiam Dei semel amissam ex Hebr. VI. 4–6. Uo. 1697.
- Disputatio physica de corylo Jobi ex Gen. c. 30. v. 37–39. Uo. 1698.
- Guil. Baieri Compendii Theologiae positivae Synopsis. Francofurti et Lipsiae, 1701.